# Pseudojana
Pseudojana é um gênero de mariposa pertencente à família Bombycidae.